# شانين دورتي
شانين مارية دورتي (12 أبريل 1971 - 14 يوليو 2024) ممثلة أمريكية من مواليد ممفيس، تينيسي، أول ما اشتهرت في دورها (براندا والش) في مسلسل بيفرلي هيلز 90210 ثم في دورها برو هاليويل في مسلسل المسحورات.
تألقت شانين أيضا في عدد من الأدوار ضمن أفلام مثل المنزل الصغير في البراري وهيذرز وأيضا في الدراما التلفزيونية Our House الذي استمر عرضه من 1986 إلى 1988 كما ظهرت في حلقات متفرقة مثل حلقة في مسلسل ماغنوم بي.آي

## الوفاة
شُخّصت إصابة دورتي بسرطان الثدي للمرة الأولى عام 2015، وكانت في مرحلة تعافٍ سنة 2017. لكنّها أصيبت مجددًا بالسرطان عام 2019 قبل أن ينتشر في كل جسمها. وفي 13 يوليو 2024 توفيت عن عمر ناهز الثالثة والخمسين، بعد صراع طويل مع سرطان الثدي.

## الأعمال

### أفلام
- سر نيمه (1982)
- هيذرز (1989)
- السلاح العاري 33⅓: الإهانة الأخيرة (1994)
- متسكعي المول (1995)
- عودة جاي وبوب الصامت (2001)
- حصن (2021)
- موقف حرج (2022)

### مسلسلات
- بيت صغير على المرج (1982–1983)
- ماجنوم بي آي (1983)
- بيفرلي هيلز 90210 (1990–1994)
- ساترداي نايت لايف (1993)
- المسحورات (1998–2001)
- الشاطئ الشمالي (2004–2005)
- 90210 (2008–2009)

## روابط خارجية
- شانين دورتي على موقع IMDb (الإنجليزية)
- شانين دورتي على موقع روتن توميتوز (الإنجليزية)
- شانين دورتي على موقع ألو سيني (الفرنسية)
- شانين دورتي على موقع ميوزك برينز (الإنجليزية)
- شانين دورتي على موقع تيرنر كلاسيك موفيز (الإنجليزية)
- شانين دورتي على موقع أول موفي (الإنجليزية)
- شانين دورتي على موقع قاعدة بيانات الأفلام السويدية (السويدية)
- شانين دورتي على موقع إن إن دي بي (الإنجليزية)
- شانين دورتي على موقع ديسكوغز (الإنجليزية)
- شانين دورتي على موقع قاعدة بيانات الفيلم (الإنجليزية)